# Wilhelm Immenkamp

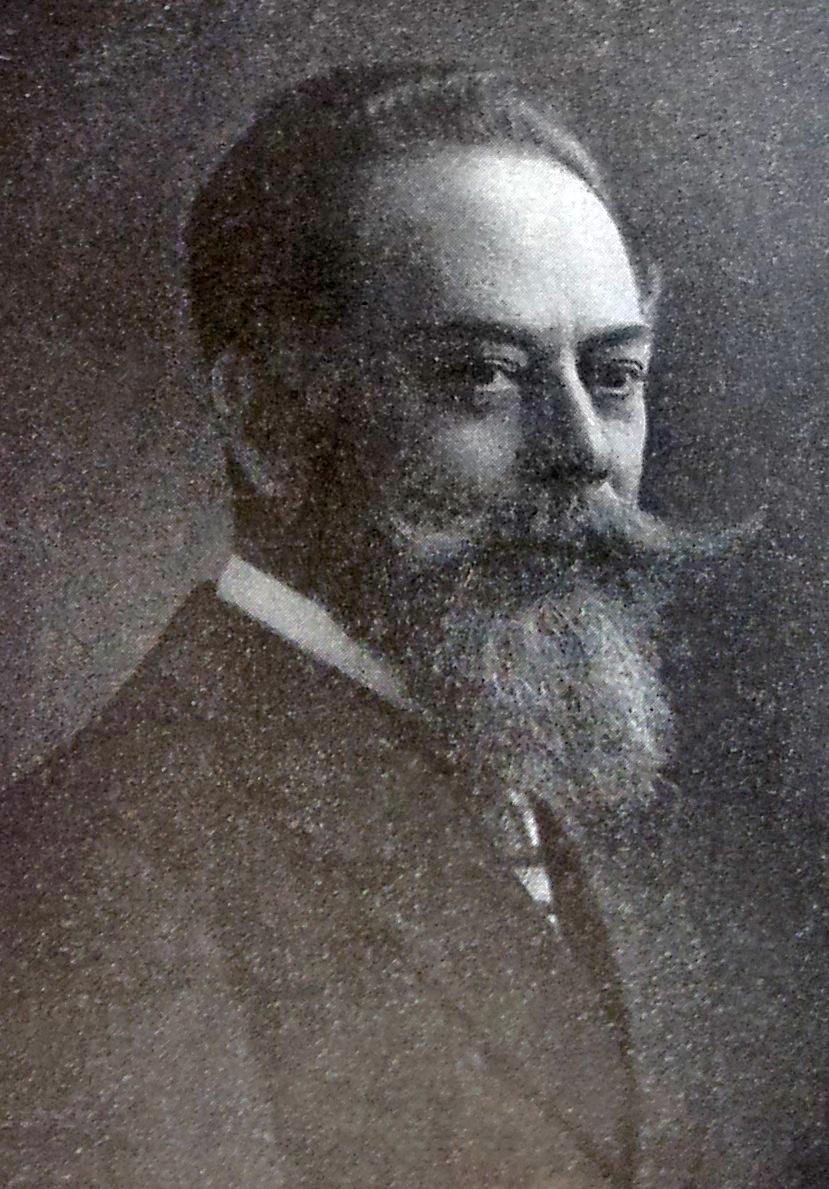
Wilhelm Immenkamp, vor 1925

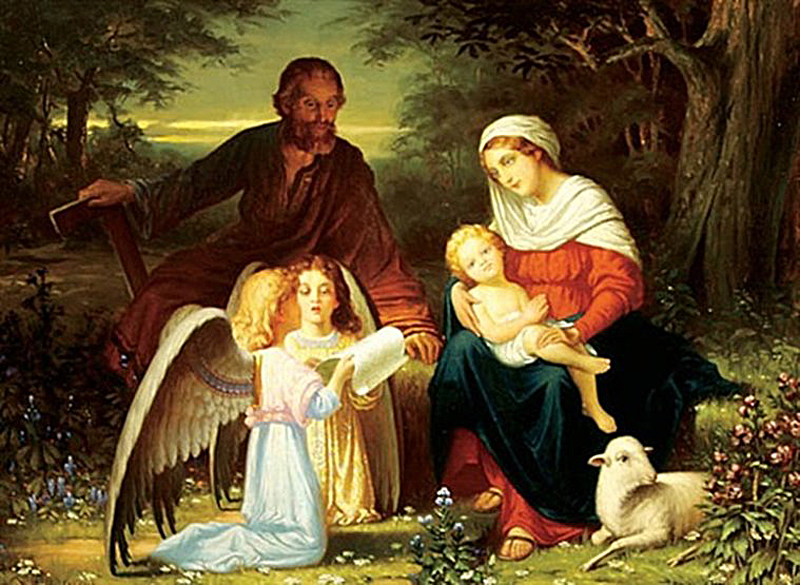
Heilige Familie

Wilhelm Immenkamp (* 21. September 1870 in Essen; † Februar 1931 in München) war ein deutscher Porträt- und Kirchenmaler. 
Immenkamp studierte seit dem 2. November 1892 an der Königlichen Akademie der Künste in München bei Gabriel von Hackl, Carl von Marr und Martin von Feuerstein. Nach dem Studium war er in Essen und Braunschweig tätig. Wilhelm Immenkamp war mit dem Leiter des Braunschweigischen Landesmuseums Karl Steinacker (1872–1944) befreundet. Im Auftrag des Museums schuf er das Porträt von Wilhelm Raabe. 
Gemeinsam mit seinem Bruder Heinrich kam er am 24. Dezember 1920 nach Gijón, um die Basilika des Heiligen Herzens Jesu (Sagrado Corazón de Jesús) zu besichtigen. Am 21. Juni 1922 legten sie die fertigen Entwürfe der Deckenmalereien vor, die Ausführung dauerte bis Mitte 1924. Am 10. Januar 1926 wurde der Bilderzyklus des Kreuzweges eingeweiht. 